# Campeonato Sub-20 de la OFC 1988
El Campeonato Sub-20 de la OFC 1988 se llevó a cabo del 3 al 10 de septiembre en Suva, Fiyi; y contó con la participación de 7 selecciones juveniles de Asia y Oceanía.
Australia venció a Nueva Zelanda para ganar el título por quinta ocasión.

## Participantes
| - Australia - Fiyi (anfitrión) - Nueva Zelanda | - Papúa Nueva Guinea - Taiwán | - Samoa - Vanuatu |

## Fase de grupos

### Grupo 1
| País               | J | G | E | P | GF | GC | GD  | Pts |
| ------------------ | - | - | - | - | -- | -- | --- | --- |
| Nueva Zelanda      | 3 | 3 | 0 | 0 | 19 | 0  | +19 | 6   |
| Fiyi               | 3 | 1 | 1 | 1 | 11 | 4  | +7  | 3   |
| Papúa Nueva Guinea | 3 | 1 | 1 | 1 | 6  | 2  | +4  | 3   |
| Samoa              | 3 | 0 | 0 | 3 | 1  | 31 | –30 | 0   |

| 3 de septiembre | Fiyi               | 0–2  | Nueva Zelanda      |
|                 | Samoa              | 0–5  | Papúa Nueva Guinea |
| 5 de septiembre | Papúa Nueva Guinea | 1–1  | Fiyi               |
|                 | Nueva Zelanda      | 16–0 | Samoa              |
| 6 de septiembre | Fiyi               | 10–1 | Samoa              |
|                 | Nueva Zelanda      | 1–0  | Papúa Nueva Guinea |

### Grupo 2
| País      | J | G | E | P | GF | GC | GD  | Pts |
| --------- | - | - | - | - | -- | -- | --- | --- |
| Australia | 2 | 2 | 0 | 0 | 11 | 1  | +10 | 4   |
| Taiwán    | 2 | 1 | 0 | 1 | 4  | 8  | –4  | 2   |
| Vanuatu   | 2 | 0 | 0 | 2 | 2  | 8  | –6  | 0   |

| 3 de septiembre | Taiwán    | 3–2 | Vanuatu   |
| 5 de septiembre | Vanuatu   | 0-5 | Australia |
| 6 de septiembre | Australia | 6–1 | Taiwán    |

## Fase Final

### Semifinales
| Equipo 1  | Resultado | Equipo 2      |
| --------- | --------- | ------------- |
| Australia | 4-2       | Fiyi          |
| Taiwán    | 1-2       | Nueva Zelanda |

### Tercer Lugar
| Equipo 1 | Resultado | Equipo 2 |
| -------- | --------- | -------- |
| Fiyi     | 0-2       | Taiwán   |

### Final
| Equipo 1  | Resultado | Equipo 2      |
| --------- | --------- | ------------- |
| Australia | 1-0       | Nueva Zelanda |

## Campeón
| Campeonato Sub-20 de la OFC 1988 |
| -------------------------------- |
| Bandera de Australia             |
| Australia 5º Título              |

## Repechaje Mundialista
Australia y Nueva Zelanda fallaron en su intento por clasificar a la Copa Mundial de Fútbol Sub-20 de 1989 en un repechaje intercontinental ante Siria y Catar jugado en Alepo, Siria.
| País          | J | G | E | P | GF | GC | GD | Pts |
| ------------- | - | - | - | - | -- | -- | -- | --- |
| Siria         | 3 | 2 | 1 | 0 | 3  | 0  | +3 | 5   |
| Catar         | 3 | 1 | 2 | 0 | 2  | 1  | +1 | 4   |
| Australia     | 3 | 1 | 1 | 1 | 4  | 2  | +2 | 3   |
| Nueva Zelanda | 3 | 0 | 0 | 3 | 0  | 6  | –6 | 0   |

| 18 de enero | Australia     | 3–0 | Nueva Zelanda |
|             | Qatar         | 0–0 | Siria         |
| 20 de enero | Australia     | 1–1 | Catar         |
|             | Nueva Zelanda | 0-2 | Siria         |
| 22 de enero | Catar         | 1–0 | Nueva Zelanda |
|             | Siria         | 1–0 | Australia     |